# Sjeverni indoarijski jezici
Sjeverni indoarijski jezici, jedna od glavnih skupina indoarijskih jezika raširebih poglavito u Indiji i Nepalu. 
Sastoji se od 4 osnovne podskupine: a) centralnopaharska s jezikom kumaoni [kfy]; b) istočnopaharska s jezicim a jumli [jml] (Nepal), nepalski [nep] (Nepal) i palpa [plp] (Nepal); c) Garhwali, s jezikom garhwali [gbm]; d) u Indiji zapadnopaharska s jezicima bhadrawahi [bhd], bhattiyali [bht], bilaspuri [kfs], chambeali [cdh], churahi [cdj], dogri [dgo], gaddi [gbk], hinduri [hii], jaunsari [jns], kangri [xnr], harijan kinnauri [kjo], mandeali [mjl], kullu pahari [kfx], mahasu pahari [bfz], pahari-potwari [phr] (Pakistan), pangwali [pgg], i sirmauri [srx] 

## Vanjske poveznice
- Ethnologue (14th)
- Ethnologue (15th)